# Présidence d'Adolphe Thiers
Président de la République française
Présidence de Louis-Napoléon Bonaparte Présidence de Patrice de Mac Mahon
La présidence d'Adolphe Thiers dure du 31 août 1871 au 24 mai 1873.
Il est désigné par l'intermédiaire de la loi Rivet, qui le proclame président de la République française, lui qui était depuis le 17 février 1871 « chef du pouvoir exécutif ». Il devient alors le premier président de la naissante Troisième République, et le deuxième qu'ait connu le pays — le premier est Louis-Napoléon Bonaparte avant que ne survienne le coup d'État du 2 décembre 1851 qui le fait empereur des Français sous le nom de Napoléon III.
Républicain modéré et conservateur, il est en 1873 mis en minorité par l'Assemblée nationale à majorité royaliste et contraint à la démission.